# فاميلي
فاميلي  هي قناة تلفزيونية كندية تتطلب الاشتراك، يقع مقرها في تورونتو، وهي تابعة لمجموعة وايلد براين.